# باتريسيو أغيليرا
باتريسيو أغيليرا (بالإسبانية: Patricio Aguilera)‏ (11 فبراير 1987 بسانتياغو في تشيلي - ) هو مدرب كرة قدم ولاعب كرة قدم تشيلي في مركز الوسط. لعب مع نادي أونيفرسيداد كاتوليكا وسانتياغو مورنينغ ‏ وديبورتيس أنتوفاغاستا وسان ماركوس دي أريكا ‏ وUnión Temuco ‏ وأونيفرسيداد دي كونسيبسيون ‏.

## وصلات خارجية
- باتريسيو أغيليرا على موقع إي إس بي إن إف سي (الإنجليزية)
- باتريسيو أغيليرا على موقع قاعدة بيانات كرة القدم.إي يو (الإنجليزية)
- باتريسيو أغيليرا على موقع عالم كرة القدم.نت (الإنجليزية)